# Liste der Biografien/Willo
Liste der Biografien |
Portal Biografien |
Personensuche
# |
A |
B |
C |
D |
E |
F |
G |
H |
I |
J |
K |
L |
M |
N |
O |
P |
Q |
R |
S |
T |
U |
V |
W |
X |
Y |
Z |
?
 
Wa |
Wc |
Wd |
We |
Wh |
Wi |
Wj |
Wl |
Wn |
Wo |
Wr |
Ws |
Wt |
Wu |
Ww |
Wy |
Wz
 
Wia |
Wib |
Wic |
Wid |
Wie |
Wif |
Wig |
Wih |
Wii |
Wij |
Wik |
Wil |
Wim |
Win |
Wio |
Wip |
Wir |
Wis |
Wit |
Wiv |
Wiw |
Wix |
Wiz
 
Wila |
Wilb |
Wilc |
Wild |
Wile |
Wilf |
Wilg |
Wilh |
Wili |
Wilj |
Wilk |
Will |
Wilm |
Wiln |
Wilo |
Wilp |
Wilr |
Wils |
Wilt |
Wilu |
Wilw |
Wily |
Wilz
 
Willa |
Willb |
Willc |
Willd |
Wille |
Willf |
Willg |
Willh |
Willi |
Willj |
Willk |
Willm |
Willn |
Willo |
Willr |
Wills |
Willu |
Willv |
Willw |
Willy
Die Liste der Biografien führt alle Personen auf, die in der deutschsprachigen Wikipedia einen Artikel haben. Dieses ist eine Teilliste mit 34 Einträgen von Personen, deren Namen mit den Buchstaben „Willo“ beginnt.

## Willo

### Willoc
- Willoch, Kåre (1928–2021), norwegischer konservativer Politiker, Mitglied des Storting und Wirtschaftswissenschaftler
- Willock, Calum (* 1981), englischer Fußballspieler mit Staatsbürgerschaft von St. Kitts und Nevis
- Willock, Chris (* 1998), englischer Fußballspieler
- Willock, Dave (1909–1990), US-amerikanischer Schauspieler
- Willock, Henry (1790–1858), britischer Diplomat
- Willock, Joe (* 1999), englischer Fußballspieler
- Willockx, Freddy (1947–2024), belgischer Politiker (sp.a), MdEP

### Willoh
- Willoh, Karl (1846–1915), deutscher katholischer Theologe, Strafanstaltsgeistlicher, Heimatforscher, Historiker, Fachautor für Geschichte und Lehrbuchautor

### Willom
- Willomitzer, Joseph (1849–1900), deutscher Journalist und Schriftsteller in Prag

### Willot
- Willot, Amédée (1755–1823), französischer General und Politiker
- Willott, Charlotte (1887–1978), deutsche Fotografin

### Willou
- Willoughby, Alise (* 1991), US-amerikanische Radrennfahrerin
- Willoughby, Bob (1927–2009), US-amerikanischer Fotograf
- Willoughby, Charles (1892–1972), US-amerikanischer Generalmajor und Geheimdienstchef
- Willoughby, Emily (* 1986), US-amerikanische Verhaltensgenetikerin, Psychologin, Wissenschaftsautorin, Naturfotografin und wissenschaftliche Illustratorin
- Willoughby, Francis, 5. Baron Willoughby of Parham († 1666), englischer Kolonisator von Suriname
- Willoughby, Holly (* 1981), britische Fernsehmoderatorin und ModelHolly Willoughby (* 1981)

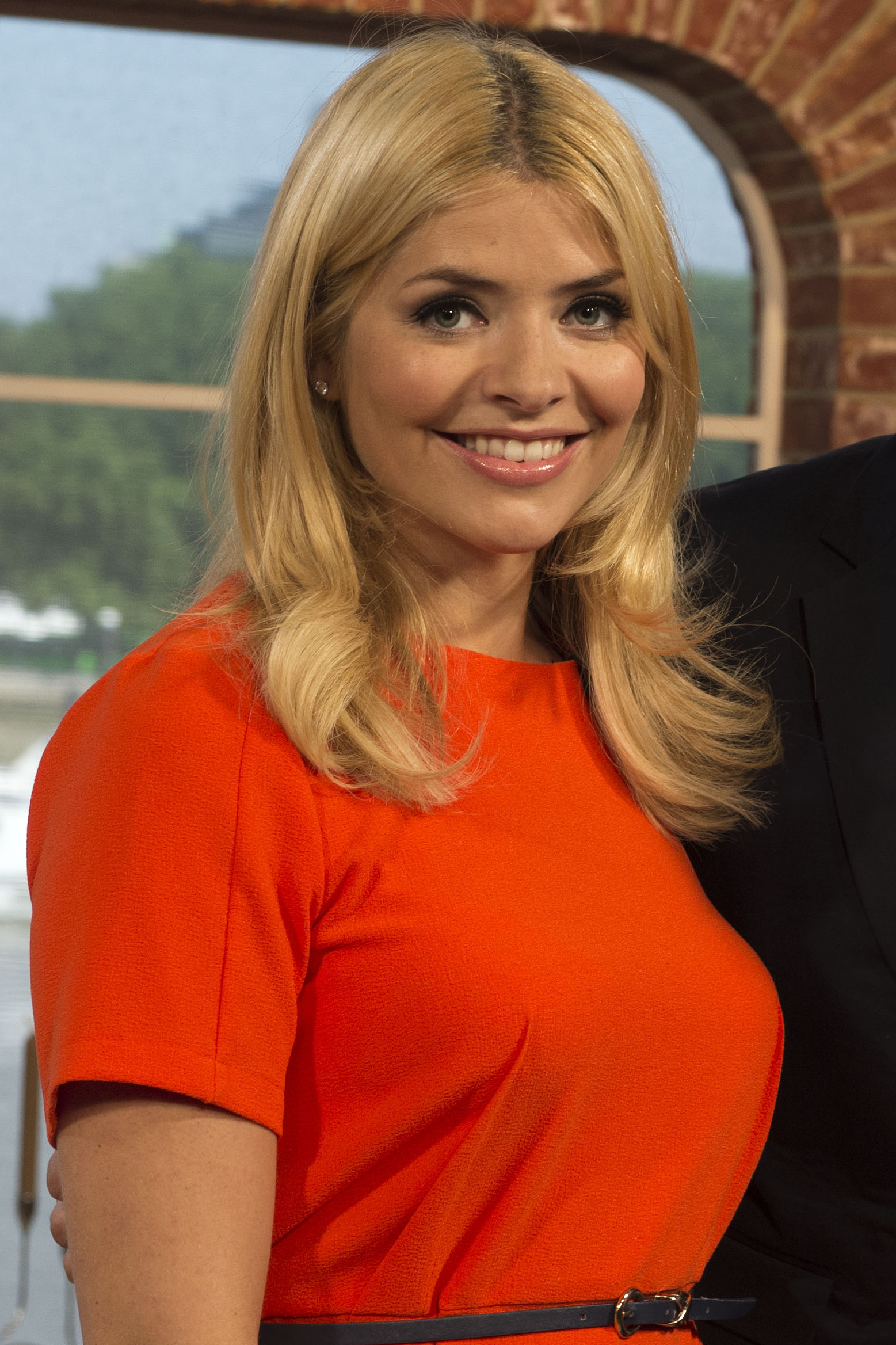
Holly Willoughby (* 1981)

- Willoughby, Hugh († 1554), englischer Seefahrer und Expeditionsleiter
- Willoughby, John (* 1421), englischer Ritter
- Willoughby, Katherine, 12. Baroness Willoughby de Eresby († 1580), englische AdeligeKatherine Willoughby, 12. Baroness Willoughby de Eresby († 1580)

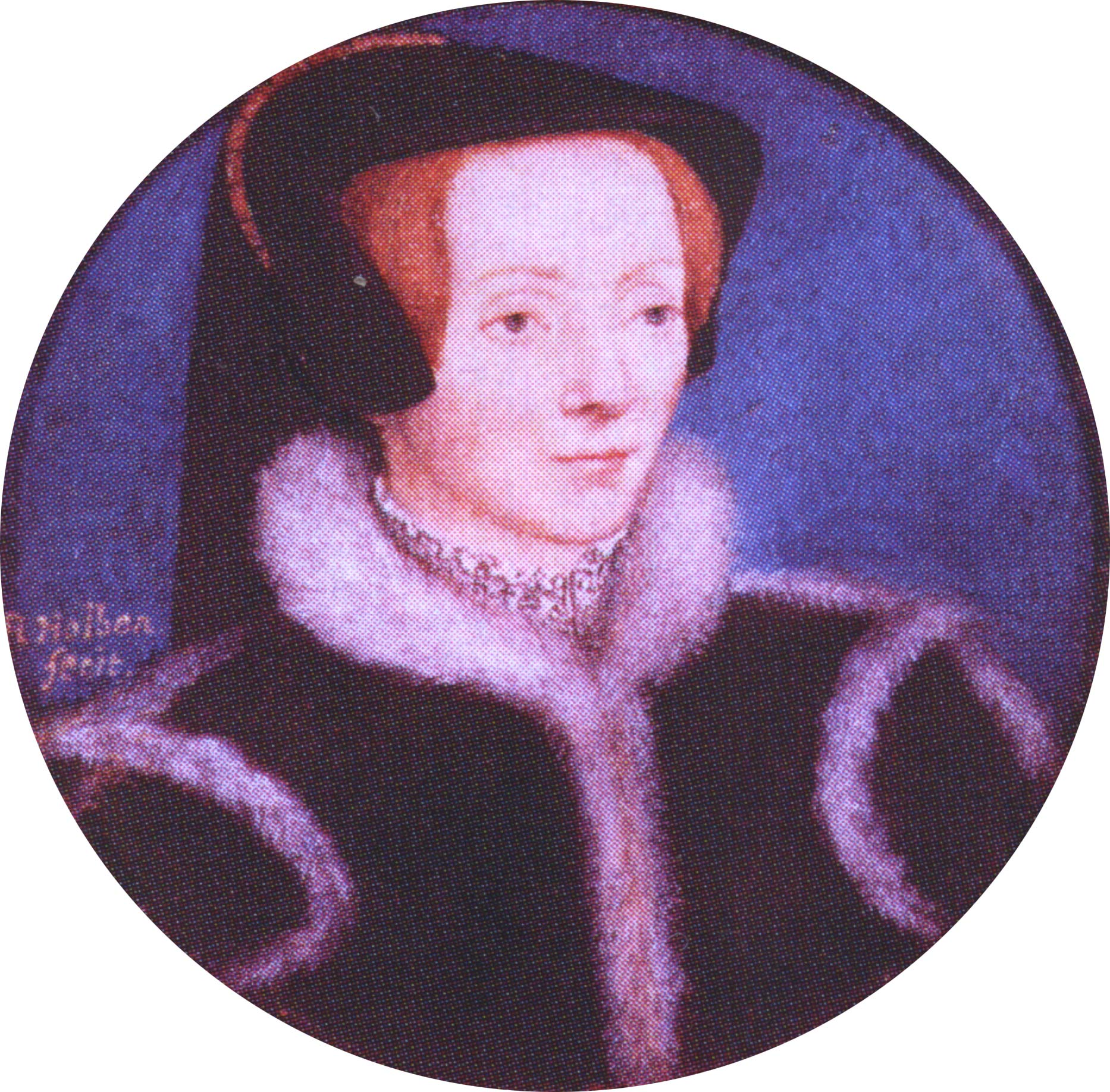
Katherine Willoughby, 12. Baroness Willoughby de Eresby († 1580)

- Willoughby, Leonard Ashley (1885–1977), britischer Germanist
- Willoughby, Marvin (* 1978), deutscher Basketballspieler
- Willoughby, Michael, 12. Baron Middleton (1921–2011), britischer Politiker
- Willoughby, Nesbit (1777–1849), britischer Militär und Marineoffizier
- Willoughby, Percival († 1643), britischer Politiker
- Willoughby, Robert de, 1. Baron Willoughby de Eresby († 1317), englischer Adliger
- Willoughby, Robert, 6. Baron Willoughby de Eresby († 1452), englischer Militär
- Willoughby, Sam (* 1991), australischer Radrennfahrer
- Willoughby, Westel junior (1769–1844), US-amerikanischer Arzt und Politiker
- Willoughby, Westel Woodbury (1867–1945), US-amerikanischer Politikwissenschaftler und Hochschullehrer
- Willoughby, William F. (1867–1960), US-amerikanischer Wirtschaftswissenschaftler und Politikberater
- Willoughby, William, 5. Baron Willoughby de Eresby († 1409), englischer Adliger und Politiker

### Willow
- Willoweit, Dietmar (1936–2023), deutscher Jurist

### Willox
- Willox, Roy (1929–2019), britischer Jazzmusiker (Altsaxophon)